# 代明宮
代明宮，慣稱太陽媽廟（臺灣閩南語：Thài-iâng-má-biō），是一座位於臺灣基隆市仁愛區的廟宇，原為基隆地區最早設立的齋教龍華派源齋堂。2010年2月27日，該廟發生火災並導致其中不少神像與古物損毀。

## 沿革
代明宮的前身是佛堂「源齋堂」，屬齋教龍華派壹是堂派。創建者張賜歡篤信佛教與齋教，曾前往福建鼓山湧泉寺皈依三寶，後來又到福州「一是堂」受法，成為齋教龍華派的「太空」，最後回到雞籠建佛堂。該佛堂正殿供奉三寶佛，中殿奉祀太陽帝君、太陰皇君，後殿供奉觀世音菩薩。
創立後自咸豐年間開始歷經多次改建，後來於二次大戰中受創後重建。此次重建將一樓做為市場，租金作為廟宇費用，而廟宇則蓋在二樓，並將太陽、太陰扶正，改稱「代明宮」。性質上屬私廟，住持由張家人世襲。2010年2月27日上午該廟發生火災，不少神像與古物受損燒毀。
基隆靈泉寺的創建者善慧法師，早年隨張賜歡加入龍華派，法名普傑，後來才由善智法師攜同至福建湧泉寺，禮景峰和尚受戒出家。

## 圖片

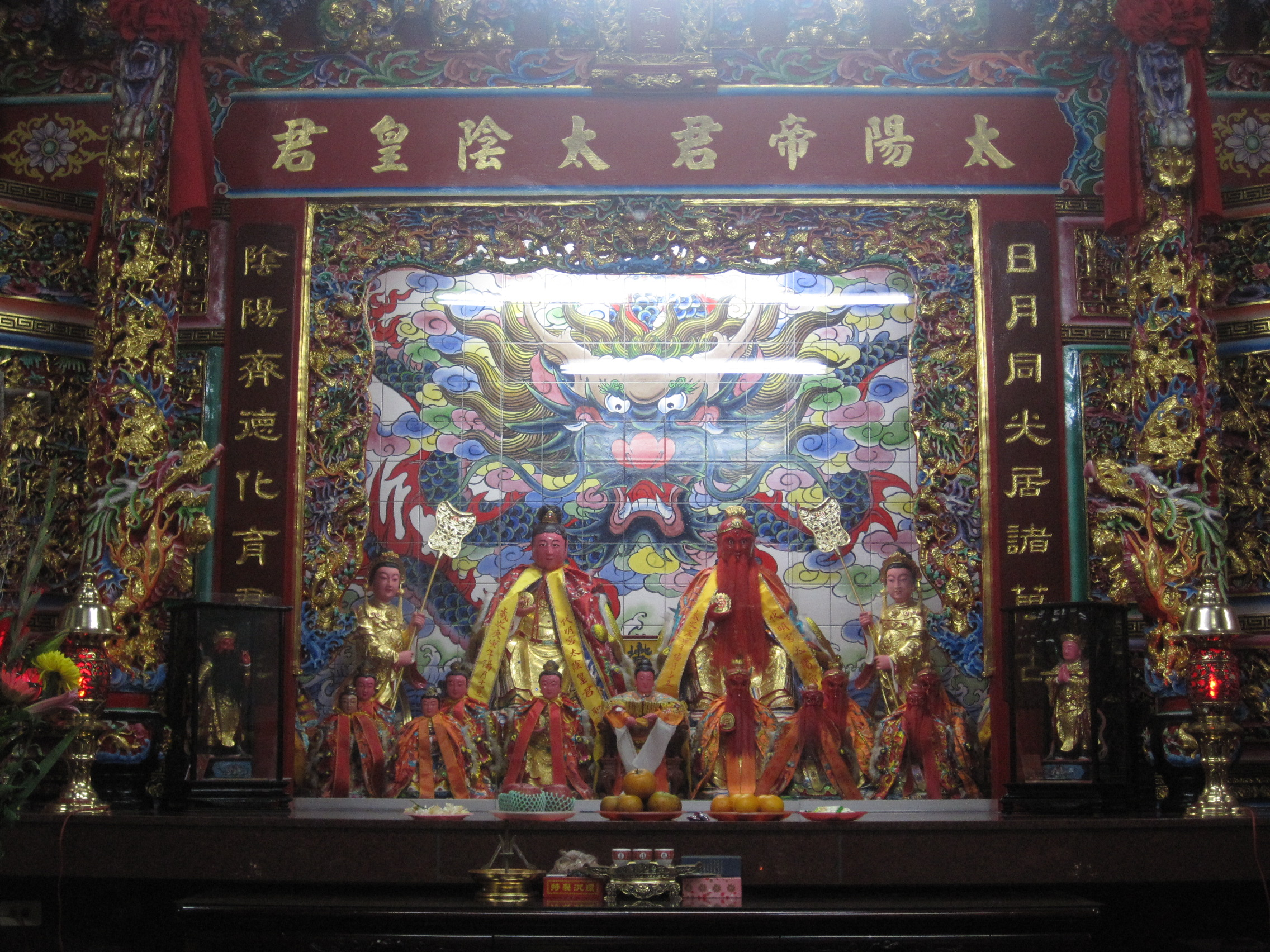
神像
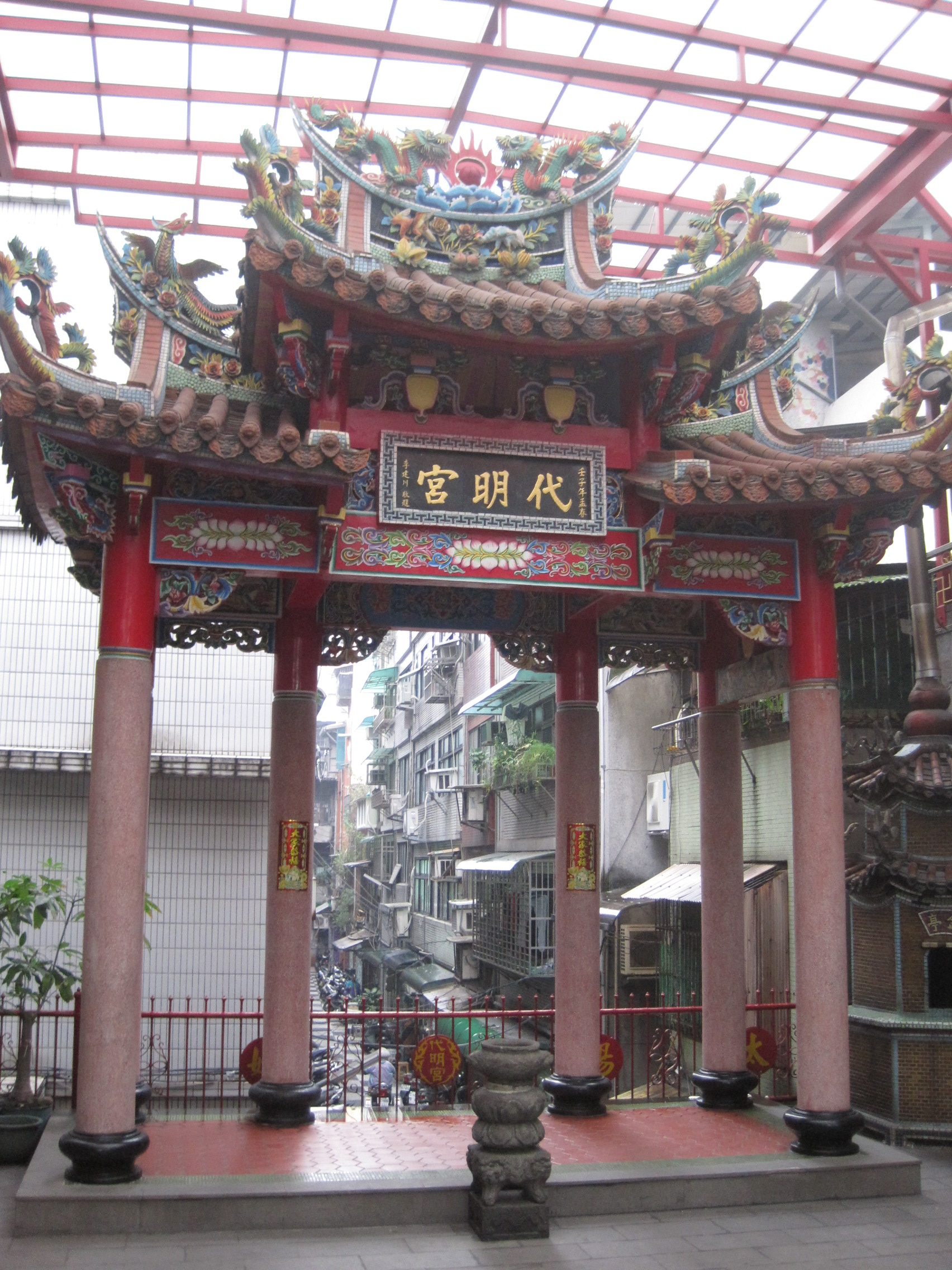
牌樓與古香爐